# Coracias caudatus
La carraca lila (Coracias caudata) es una especie de ave coraciiforme de la familia Coraciidae, una de las más representativas de la familia, extendida por gran parte de África y el sur de la península arábiga.

## Subespecies
Se conocen dos subespecies de Coracias caudata:
- Coracias caudatus lorti - Etiopía, al sur hasta el lago Turkana, Somalia y noreste de Kenia.

## Galería

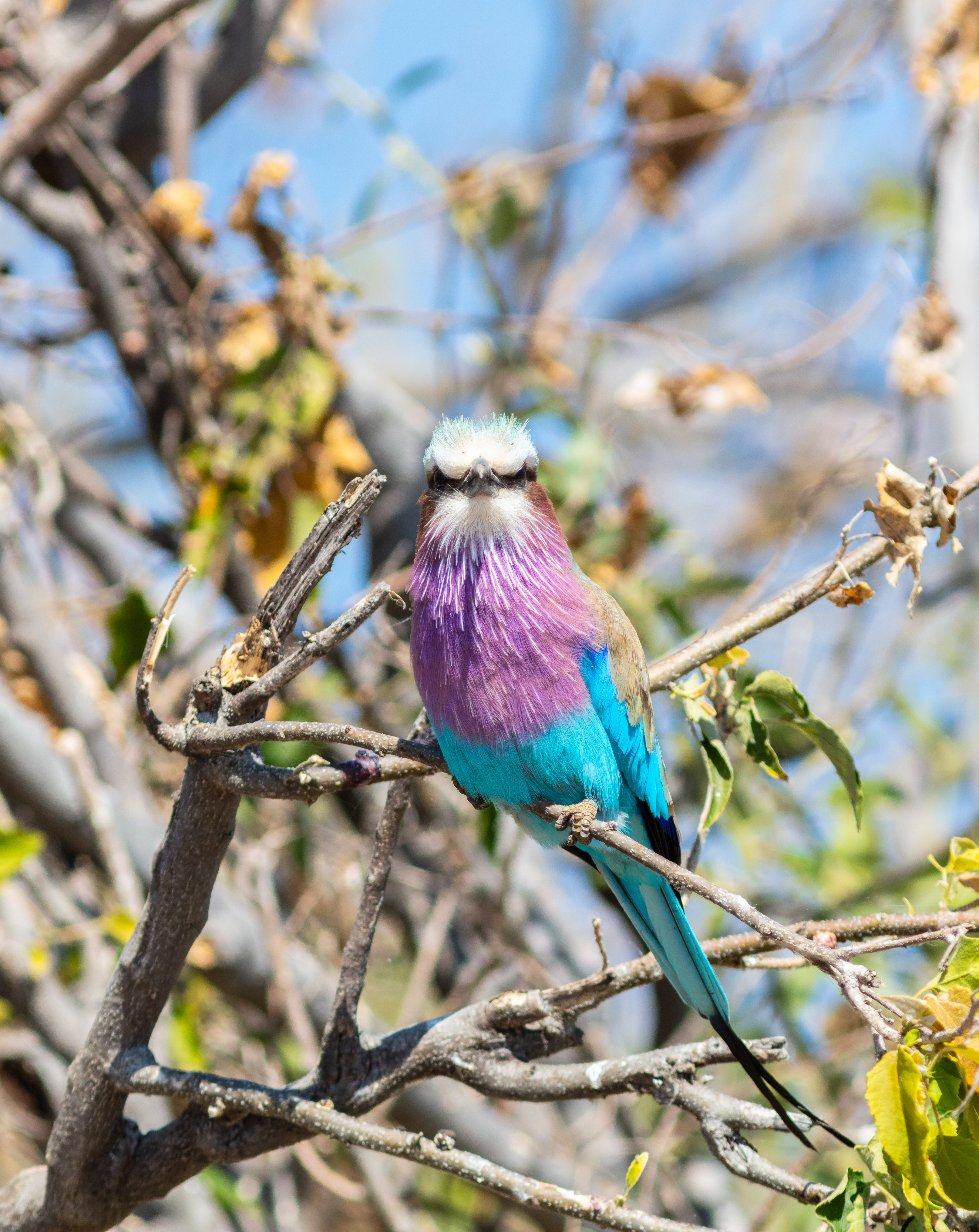
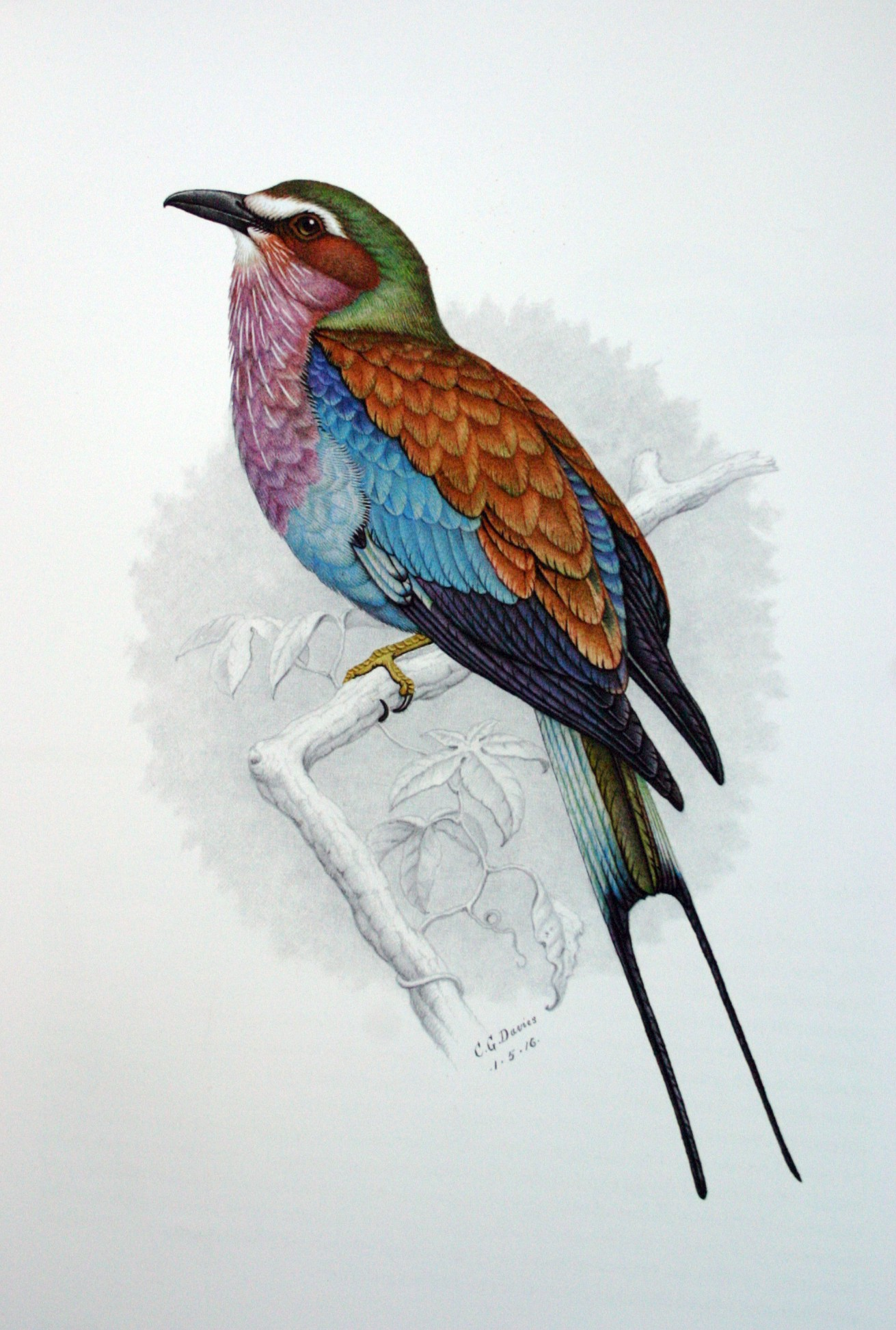
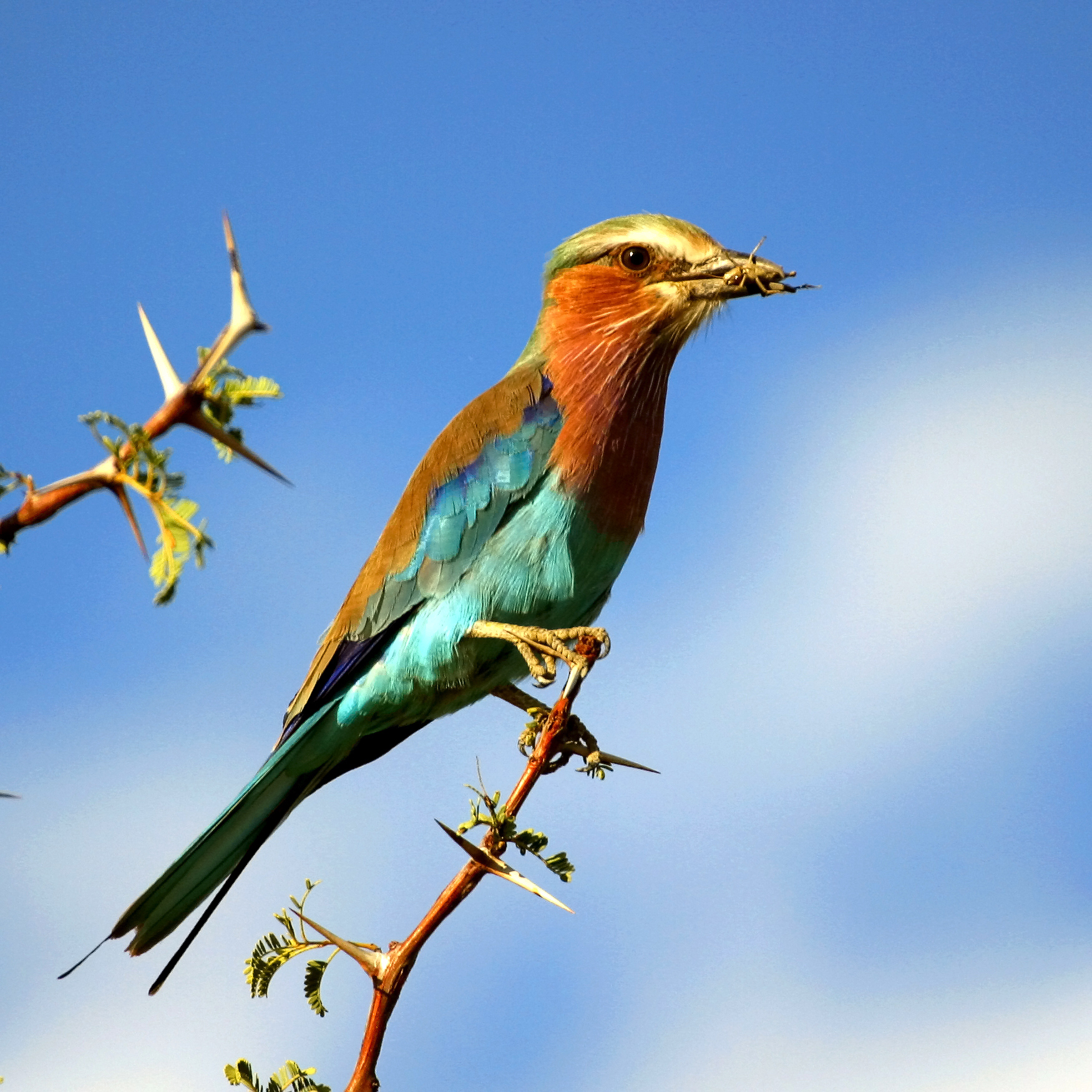
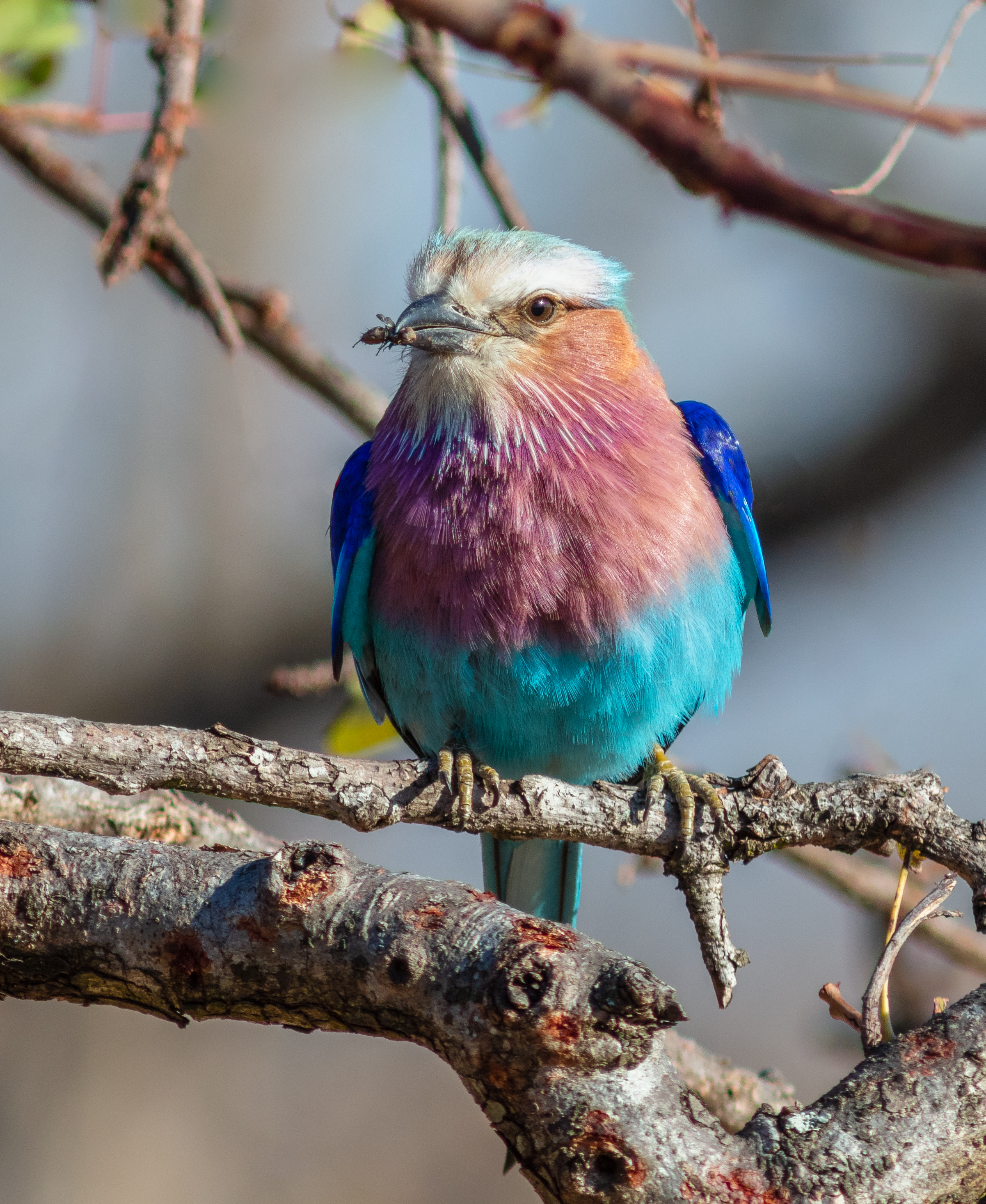